# Industrial and Financial Systems

## Cégtörténet
Az IFS AB-t 1983-ban alapították azzal a céllal, hogy a nukleárisenergia-ipar számára fejlesszen szoftvermegoldásokat. A vállalat ma a gyártó-, a technológiai, valamint a közműszektorra koncentrálva életciklusmenedzsment- és ERP-komponenseket fejleszt közepes és nagyvállalatoknak. Megoldásaik nyílt szabványokon alapulnak, lehetővé téve a más rendszerekkel való integrációt.
- 1983 – Az IFS alapítása (Svédország, Linköping)
- 1985 – Megjelenik az első szoftvertermék, az IFS Karbantartás
- 1988 – Megjelenik az IFS Applications egy korai verziója a járműipar számára
- 1990 – Megjelenik az IFS Applications™ ERP-csomag első verziója
- 1991 – Az IFS Norvégiában és Finnországban terjeszkedik
- 1992 – Az IFS megnyitja első Skandinávián kívüli irodáját Lengyelországban
- 1993 – Az első Windows alapú felhasználói felület bemutatása, terjeszkedés Dániában és Malajziában.
- 1994 – Az objektumorientált technológia megjelenése az IFS Applications™-ben
- 1995 – Terjeszkedés Észak-Amerikában, Japánban és Indonéziában – komponens alapú, grafikus felhasználói felülettel rendelkező IFS Applications™
- 1996 – Az IFS részvényeinek bevezetése a svéd tőzsdére
- 1997 – Az IFS szoftverfejlesztő központot hoz létre Srí Lankán, valamint Nagy-Britanniában, Németországban, Franciaországban, Brazíliában és Törökországban terjeszkedik. Az IFS Webkliens megjelenése
- 1998 – Az IFS megjelenik Magyarországon és Argentínában
- 1999 – Az IFS felvásárolja az amerikai EMS vállalatot, valamint Görögországban terjeszkedik – az IFS valamennyi kontinensen jelen van.
- 2000 – 100%-os IFS tulajdonú leányvállalat alapítása Magyarországon (IFS Hungary Kft.). A Java alapú internetes portálok és mobil megoldások bevezetése
- 2001 – Terjeszkedés Kínában, Hongkongban és Oroszországban
- 2002 – Az IFS és az IBM megkezdi "a mobil üzleti alkalmazások következő generációjának" fejlesztését. Valamennyi komponens elérhető webszolgáltatásként
- 2004 – Az NEC befektet az IFS cégbe a részvények 7,7%-ának megvásárlásával
- 2005 – 500 000 felett az IFS Applications™ felhasználók száma
- 2006 – Az IFS Applications™ és MS-Office™ integrációja: Az "Office Reporter" béta verziójának megjelenése (végleges 2007-ben)

## Igazgatótanács
- Alastair Sorbie, elnök-vezérigazgató
- Håkan Gyrulf, pénzügyi igazgató
- Thomas Petersson, alelnök – termék K+F
- Cindy Jaudon, menedzser – Észak-Amerika
- Fredrik vom Hofe, alelnök – marketing és iparági megoldások
- Manni Svensson, befektetői és közönségkapcsolatok

## Tények és számok
- Ügyfelek: több mint 2600 ügyfél világszerte, ami kb. 600 000 IFS Applications felhasználót jelent
- Irodák: az IFS 54 országban, 79 irodával rendelkezik
- Alkalmazottak száma: kb. 2500 alkalmazott
- A cég kutatási és fejlesztési központtal rendelkezik Srí Lankán. A meglévő verziók támogatásához, valamint a jövőbeli projektekhez kapcsolódó fejlesztések jelentős része itt történik.

## Iparági megoldások különböző szektorok számára
A különböző szektorok számára készült megoldások az ügyfelek szükségletei alapján kerültek kifejlesztésre.
- Légi- és hadiipar
- Járműipar
- Építőipar, szolgáltatás- és létesítménymenedzsment
- Csúcstechnológiai ipar
- Gyártóipar
- Feldolgozóipar
- Közmű- és telekommunikációs szektor

## IFS Applications
Az IFS Applications egy több, mint 60 komponensből álló, teljes mértékben integrált ERP
megoldás. Az IFS Applications integrált vállalatirányítási rendszerhez nemzetközi terméktámogatás kapcsolódik.
Az IFS Applications™ néhány előnye:
- Több mint 60 egyedileg beszerezhető üzleti komponens
- Egységes, globális termék
- Online dokumentáció
- Web alapú portál
- Méretezhető – egy felhasználótól több ezer felhasználóig
- Együttműködési portál felhasználók, vevők és alvállalkozók számára
- 22 nyelv támogatása
- Több, mint 60 országban használják

A 7. generációs komponens alapú IFS Applications™ 7 nyílt, szolgáltatás-orientált komponens architektúrával (SOCA) rendelkezik. Támogatja a teljes körű termék- és szolgáltatás életciklus menedzsmentet a termékfejlesztéstől a különbözőféle gyártási folyamatokon keresztül a karbantartási és szolgáltatási folyamatokig.

## Technológia és architektúra
A mindenkori aktuális verzió számos továbbfejlesztése közvetlenül az ügyfelek igényei alapján került elvégzésre. Az IFS úgy alakította ki szoftverének architektúráját, hogy fokozatosan fejleszthető legyen, így a meglévő rendszerekbe történt befektetések megőrzik értéküket. A nyílt API-k (Application Program(ming) Interface) alkalmazásával az IFS Applications™ integrálható egyéb megoldásokkal és nyílt forráskódú termékekkel. Az üzleti logika külön van választva a rendszer magjától és a szabványos megoldásokat (például jelentéskészítő és vonalkódos alkalmazások) előnyben részesíti a szabadalmaztatott/védett megoldások felhasználásával szemben. A komponens alapú rendszer platformja az IFS Foundation1, általa az IFS Applications™ 7 támogatja a J2EE-t, .Net-et, az IBM WebSphere 6-ot, az Oracle 10g-t, valamint a JBoss 4.0-t (az IFS Extended Server problémamentesen fut rajta). A Java Portal Standard (JSR-168) támogatással a vállalatok közvetlenül hozzáférhetnek az IFS Applications™ adataihoz és funkcióihoz az IBM WebSphere portálról. A platform olyan nyílt szabványokon alapul, mint az UML, SQL, XML, J2EE és .NET, eszközöket nyújt a fejlesztéshez, a használathoz, a konfigurációhoz, valamint a rendszer integrációjához és adminisztrációjához.

## Külső hivatkozások
- Az IFS hivatalos oldala[halott link]